# Воїнкова
Во́їнкова (рос. Воинкова) — присілок у складі Байкаловського району Свердловської області. Входить до складу Краснополянського сільського поселення.
Населення — 1 особа (2010, 3 у 2002).
Національний склад населення станом на 2002 рік: росіяни — 100 %.